# Emmaculate Msipa
Emmaculate Msipa (Harare, 7 de juny de 1992) és una futbolista internacional zimbabuesa que juga com a migcampista per al club Fatih Karagümrük de la Lliga de Futbol Femení de Turquia i per a l'equip nacional.

## Carrera
Al final del desembre de 2021, Msipa es va mudar a Turquia i va incorporar-se al tot just establert club d'Istanbul Fatih Karagümrük per a competir en la Superlliga Femenina Turkcell 2021-22. El febrer de 2021, la va fitxar el Futbol Club Joventut Almassora del País Valencià, i es va unir a la Segona Divisió femenina de futbol d'Espanya.
D'altra banda, va representar el seu país, Zimbàbue, en els Jocs Olímpics d'Estiu de 2016 al Brasil com a part de la selecció femenina de futbol de Zimbàbue. Durant el temps complementari del partit contra el d'Austràlia, va ser l'única del seu equip a marcar un gol. També va fer-ho en els Jocs Panafricans de 2011.